# 植田早紀
植田 早紀（うえだ さき、1986年5月3日 - ）は、日本のレースクイーン、タレント。東京都出身。元ワンエイトプロモーション所属。愛称は「さきにゃん」。

## 来歴
- 2006年、SUPER GT「KUMHOレースクイーン」に就任。同年、フジテレビ主催「F1日本グランプリグリッドガール」で準グランプリを受賞（当時ワンエイト所属だった冨永亜矢乃も準グランプリだった）。
- 2007年、SUPER GT「ユンケルガール」を務める。
- 2009年、ワンエイトプロモーションに移籍。
- 2010年、同じ事務所の葵ゆりかと共に「SRCラウンドガール」を務める。同年、SUPER GT「TeamマッハワンミリオンGAL」でレースクイーンに復帰。
- 2011年はSUPER GT「RIRE RACING GALS」、2012年にはSUPER GT「SUBARU BRZ」レースクイーンを務める。
- 2013年、KONAN、桜井未来、戸田れいと共にHEIWAイメージガールを務める。
- 2019年8月18日に結婚したことを翌19日に自身のインスタグラムで表明した。1年前にプロポーズを受けたという。

## 人物
- 趣味：買い物
- 特技：水泳、テニス、ヨガ
- 好きな色はピンク、赤、緑、白。
- 3姉妹の次女である[1]。

## テレビ出演
- 上田ちゃんネル（テレ朝チャンネル、2010年4月17日）
- ピッチでアンサー ワールドカップクイズ（NHK-BS1、2010年5月22日） - 池原冬実と共にアシスタントとして出演
- ざっくりハイボール（テレビ東京、2011年10月 - 2012年9月）

## DVD
- Rosmarinus（オルスタックピクチャーズ、2010年11月26日発売）
- Stylish（グラッソ、2013年4月26日発売）